# Beringskarv
Beringskarv (Urile urile) är en fågel i familjen skarvar inom ordningen sulfåglar som förekommer i nordöstra Asien och Alaska.

## Utseende och läten
Beringskarven är något större och kraftigare än pelagskarven som den till viss del delar utbredningsområde med, med större huvud och tjockare hals och näbb. Den adulta fågeln är lik pelagskarven, med helsvart dräkt, vit fläck på flanken och röd bar hud i ansiktet. Den senare är dock mer utbredd, från näbbroten över pannan och runt ögat ner till hakan. Den har vidare tydligare och buskigare tofs i häckningsdräkt. Ögat är grönt, näbben gulgrön till gul och mungipan blå. Ungfågeln kännetecknas av gul ögonring och mycket ljusare ansikte än motsvarande dräkt hos pelagskarven. Från häckningskolonierna hörs svaga och gutturala kväkningar: "kwoon" eller "gwoo".

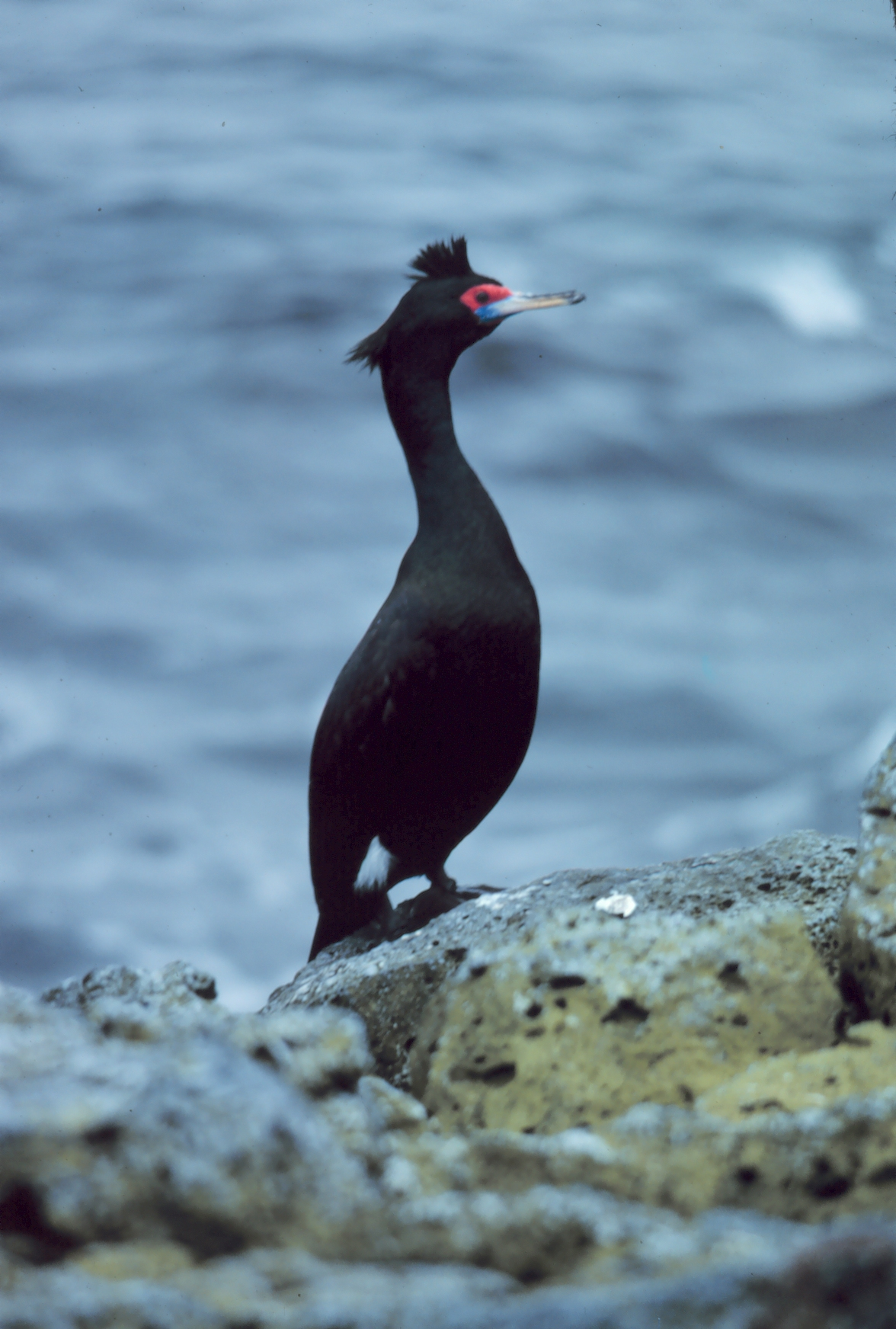
Beringskarv på Pribiloföarna.

## Utbredning och systematik
Beringskarven häckar på öar från norra Japan över Aleuterna till södra Alaska. Den behandlas som monotypisk, det vill säga att den inte delas in i några underarter.

### Släktestillhörighet
Fågeln placeras liksom de allra flesta skarvar traditionellt i släktet Phalacrocorax. Efter genetiska studier som visar på att Phalacrocorax består av relativt gamla utvecklingslinjer har det delats upp i flera mindre, varvid beringskarven förs tillsammans med sina nära släktingar pelagskarven, blåstrupig skarv och den utdöda glasögonskarven till släktet Urile.

### Skarvarnas släktskap
Skarvarnas taxonomi har varit omdiskuterad. Traditionellt har de placerats gruppen i ordningen pelikanfåglar (Pelecaniformes) men de har även placerats i ordningen storkfåglar (Ciconiiformes). Molekulära och morfologiska studier har dock visat att ordningen pelikanfåglar är parafyletisk. Därför har skarvarna flyttats till den nya ordningen sulfåglar (Suliformes) tillsammans med fregattfåglar, sulor och ormhalsfåglar.

## Levnadssätt
Beringskarven är en uteslutande havslevande art. Den lever av olika sorters småfisk och kräftdjur, bland annat krabbor och räkor. Fågeln häckar i maj eller juni i kolonier utmed klippiga kuster och utliggande öar. Bona placeras normalt på klipphyllor. Arten är huvudsakligen en stannfågel som sprider sig till kringliggande kuster vintertid.

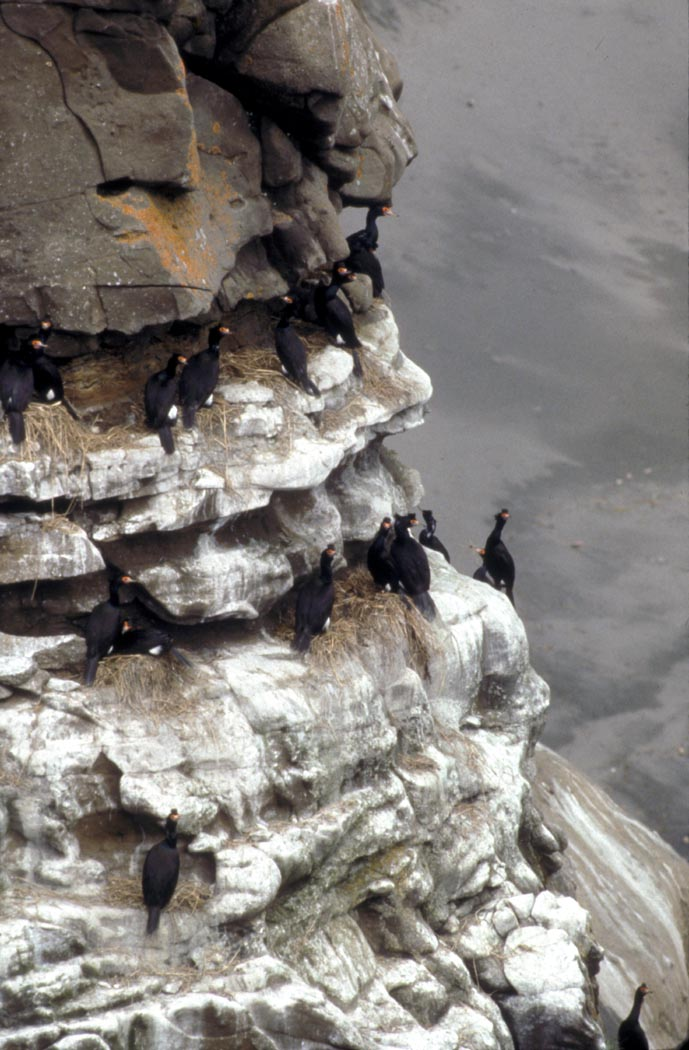
En koloni beringskarvar.

## Status och hot
Arten har ett stort utbredningsområde och en stor population, men tros minska i antal, dock inte tillräckligt kraftigt för att den ska betraktas som hotad. Internationella naturvårdsunionen IUCN kategoriserar därför arten som livskraftig (LC). Världspopulationen uppskattas till fler än 100.000 individer.

## Namn
Urile är enligt naturforskaren Georg Wilhelm Steller det lokala namnet på fågeln på Kamtjatka.